# Лабрюйер (Кот-д’Ор)
Лабрюйе́р (фр. Labruyère) — коммуна во Франции, находится в регионе Бургундия. Департамент коммуны — Кот-д’Ор. Входит в состав кантона Сёр. Округ коммуны — Бон.
Код INSEE коммуны — 21333.

## Население
Население коммуны на 2010 год составляло 214 человек.
| 1962 | 1968 | 1975 | 1982 | 1990 | 1999 | 2010 |
| ---- | ---- | ---- | ---- | ---- | ---- | ---- |
| 201  | 179  | 162  | 146  | 174  | 167  | 214  |

## Экономика
В 2010 году среди 128 человек трудоспособного возраста (15—64 лет) 93 были экономически активными, 35 — неактивными (показатель активности — 72,7 %, в 1999 году было 70,0 %). Из 93 активных жителей работали 86 человек (47 мужчин и 39 женщин), безработных было 7 (4 мужчины и 3 женщины). Среди 35 неактивных 10 человек были учениками или студентами, 17 — пенсионерами, 8 были неактивными по другим причинам.